# Honoré Flaugergues
Honoré Flaugergues, francoski ljubiteljski astronom, * 16. maj 1755, Viviers, departma Ardèche, Francija, † 20. november 1830, Viviers (včasih navajajo kot datum smrti 26. november 1835).
Njemu v čast so poimenovali krater Flaugergues na Marsu.

## Delo
Odkril je Veliki komet iz leta 1811 (C/1811 F1) in je bil soodkritelj Velikega kometa iz leta 1807 (C/1807 R1). Poskušal je izmeriti tudi čas vrtenja Marsa. Na površini Marsa je opazil rumene lise, ki jih je imel za atmosferski pojav. Nekateri mu priznavajo tudi odkritje prašnih viharjev na Marsu, vendar je majhna verjetnost, da jih je res opazil z daljnogledom, ki ga je uporabljal.
Ukvarjal se je tudi z medicino in arheologijo.